# Вона любить і бреше
«Вона любить і бреше» (англ. She Loves and Lies) — американська комедійна драма режисера Честера Вітея 1920 року.

## У ролях
- Норма Толмадж — Марі Каллендер, вона же Марі Макс і Джун Дейні
- Конуей Тірл — Ернест Лісмор
- Октавія Броскі — Поллі Поплар
- Філ Тід — Боб Браммелл
- Іда Дарлінг — Керрі Чісхолм
- Джон Т. Діллон
- Єва Гордон